# アレクサンドラ・ホフロワ
アレクサンドラ・セルゲイエヴナ・ホフロワ（ロシア語: Александра Сергеевна Хохлова, 1897年10月4日 - 1985年8月22日）は、ソビエト連邦（現ロシア）の女優、映画監督、脚本家である。

## 人物・来歴
1897年（明治30年）10月4日、ドイツ帝国（現ドイツ）のベルリンで生まれる。
1919年（大正8年）に設立された全ロシア映画大学に入学、講座を構えていたレフ・クレショフと出会う。1920年（大正9年）には、映画に出演し始め、1924年（大正13年）、クレショフ工房第1回作品、クレショフ監督の『ボリシェヴィキの国におけるウェスト氏の異常な冒険』に出演、悪役を演じたフセヴォロド・プドフキンの夫人の役を演じた。
1935年（昭和10年）、ロシア・ソヴィエト連邦社会主義共和国功労芸術家の称号を授与された。
1985年（昭和60年）8月22日、ソビエト連邦（現ロシア）の首都モスクワで死去した。満87歳没。

## フィルモグラフィ
- На красном фронте : 監督レフ・クレショフ、1920年 - 出演（ポーランド農民役）
- 『ボリシェヴィキの国におけるウェスト氏の異常な冒険』 Необычайные приключения мистера Веста в стране Большевиков : 監督レフ・クレショフ、1924年 - 出演（伯爵夫人氏役）
- 『死の光線』 Луч смерти : 監督レフ・クレショフ、1925年 - 助監督・出演（エディットの妹役）
- По закону : 監督レフ・クレショフ、1926年 - 出演（エディット・ネルソン役）
- Ваша знакомая : 監督レフ・クレショフ、1927年 - 出演（ジャーナリストのホフロワ役）
- Саша : 1930年 - 監督・脚本
- 『地平線』 Горизонт : 監督レフ・クレショフ、1932年 - 助監督
- Великий утешитель : 監督レフ・クレショフ、1933年 - 助監督・出演（ドゥルチー役）
- Кража зрения : 監督レオニード・オボレンスキー、1934年 - 助監督
- 『感情の喪失』 Гибель сенсации : 監督アレクサンドル・アンドリエフスキー、1935年 - 出演（ナイトクラブの人形売り役）
- Сибиряки : 監督レフ・クレショフ、1940年 - 助監督・出演（ペラゲイア役）
- Случай в вулкане : 共同監督レフ・クレショフ、1941年 - 監督
- Клятва Тимура : 監督レフ・クレショフ、1942年 - 助監督
- Мы с Урала : 共同監督レフ・クレショフ、1943年 - 監督
- Boyevoy kinosbornik 13 : 監督レフ・クレショフ、1943年 - 助監督

## 関連事項
- ロシア・ソヴィエト連邦社会主義共和国功労芸術家 （Заслуженный артист РСФСР, en:Meritorious Artist）